# مری لیوینگستون
مری لیوینگستون (انگلیسی: Mary Livingstone؛ ‏ ۲۵ ژوئن ۱۹۰۵ – ۳۰ ژوئن ۱۹۸۳) بازیگر و کمدین اهل ایالات متحده آمریکا بود.
از فیلم‌هایی که وی در آن‌ها نقش داشته‌است، می‌توان به از این طرف لطفاً اشاره نمود.